# Pansarbandvagn

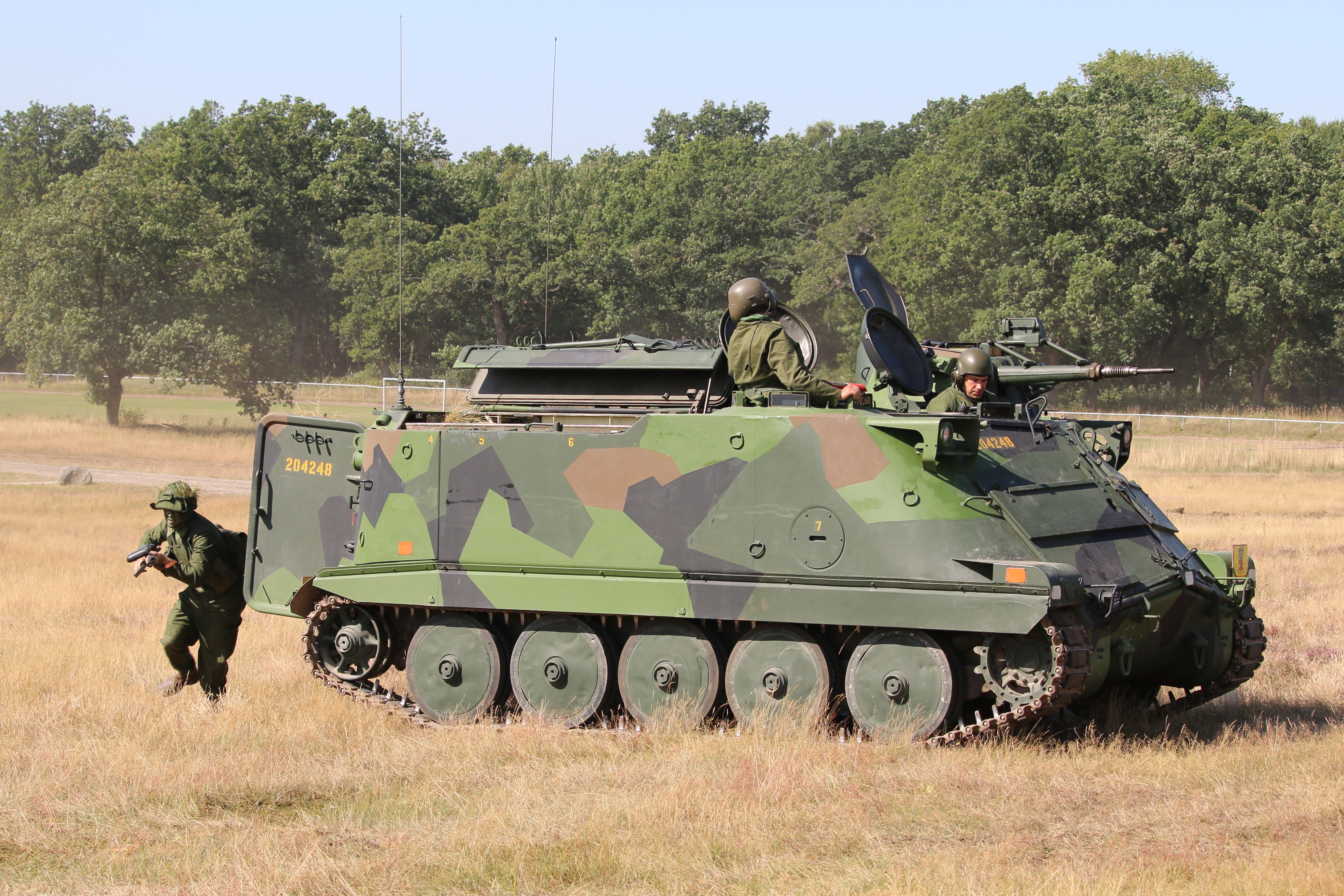
Svensk pansarbandvagn 302.

Pansarbandvagn (militärförkortning: pbv) är ett samlingsbegrepp för banddrivna pansarfordon med ett skyddat transportutrymme (i militärslang kallat ”bollhav”), vanligen avsedd för skyddad trupptransport, såsom pansarskytte, men även skyddad sjuktransport och andra transportbehov. De kan även förekomma särskilda varianter inriktade på andra uppgifter, såsom eldledning, stridsledning och rekognosering med mera.
Namnet pansarbandvagn anger ingen roll och används militärt både för pansarskyttefordon och skyddade trupptransportfordon etc.

## Svenska pansarbandvagnar
- pbv 301: pansarskyttefordon
- pbv 302: pansarskyttefordon[1]
- pbv 401: skyddat trupptransportfordon[1]
- pbv 501: pansarskyttefordon[1]